# Tsalka (municipalité)
La municipalité de Tsalka (en géorgien : წალკის მუნიციპალიტეტი, phonétiquement tsalkis mounitsipalitéti) est un district de la région de Basse Kartlie en Géorgie, dont la ville principale est Tsalka. Au recensement de 2002, il comptait 20 888 habitants.